# Campionato italiano maschile di pallanuoto 1902

La formazione della Rari Nantes Roma vincitrice del torneo

Il campionato italiano 1902 è stata la 2ª edizione del campionato italiano maschile di pallanuoto, ma non viene ufficialmente riconosciuto dalla Federazione Italiana Nuoto. Il torneo, organizzato dalla Federazione Italiana di Nuoto Rari Nantes, fu giocato alle Acque Albule di Tivoli e fu vinto dalla Rari Nantes Roma per mancanza di avversari.

## Classifica
|  | Pos. | Squadra          | Pt | G | V | N | P | GF | GS | DR |
|  | ---- | ---------------- | -- | - | - | - | - | -- | -- | -- |
|  | 1.   | Rari Nantes Roma | 0  | 0 | 0 | 0 | 0 | 0  | 0  | 0  |

## Verdetti
- Rari Nantes Roma Campione d'Italia 1902